# Mascarada (ópera)
Maskarade (Mascarada) es una ópera en tres actos de Carl Nielsen según un libreto en danés de Vilhelm Andersen, basado en la comedia de Ludvig Holberg. 
El anuncio de que se planeaba transformar la comedia clásica de Holberg en una opera buffa se vio con consternación en los círculos literarios daneses, pero la ópera pronto ganó popularidad, superando a la de la propia obra dramática. Nielsen no quedó totalmente satisfecho con la ópera, citando debilidades estructurales en los dos actos finales; pero nunca llegó a revisar la obra. La obertura y el ballet del tercer acto ("Danza de los gallos") se interpretan frecuentemente, como señala la Carl Nielsen Society, que afirma que la obertura es una de las obras más interpretadas de Nielsen en conciertos en Europa y Norteamérica.

## Historia
La primera representación de dio en el Det Kongelige Teater, Copenhague, el 11 de noviembre de 1906. En los Estados Unidos se estrenó dirigida por Igor Buketoff, con la Ópera de St Paul, Minnesota y la primera interpretación en Nueva York fue por la Bronx Opera Company en 1983.
Es una ópera poco representada en la actualidad; en las estadísticas de Operabase aparece con sólo tres representaciones en el período 2005-2010, siendo sin embargo la más representada de Nielsen.

## Personajes
| Personajes                                   | Tesitura      | Elenco del estreno 11 de noviembre de 1906 (Director: Carl Nielsen) |
| -------------------------------------------- | ------------- | ------------------------------------------------------------------- |
| Jeronimus, un burgués de Copenhague          | bajo-barítono | Karl Mantzius                                                       |
| Magdelone, esposa de Jeronimus               | contralto     | Johanna Neijendam                                                   |
| Leander, hijo de Jeronimus                   | tenor         | Hans Kjerulf                                                        |
| Henrik, ayuda de cámara de Leander           | barítono      | Helge Nissen                                                        |
| Arv, sirviente de Jeronimus                  | tenor         | Lars Knudsen                                                        |
| Leonard, un caballero de Slagelse            | bajo barítono | Peter Jerndorf                                                      |
| Leonora, hija de Leonard                     | soprano       | Emilie Ulrich/Ingebord Norregaard-Hansen                            |
| Pernille, doncella de Leonora                | mezzosoprano  | Ida Møller/Margrethe Lindrop                                        |
| Un vendedor de máscaras                      | baritone      |                                                                     |
| Un portero en la Mascarada                   | bajo          |                                                                     |
| Un Tutor                                     | bajo          |                                                                     |
| Un sereno                                    | bajo          |                                                                     |
| El maestro de la Mascarada                   | bajo          | Albert Petersen                                                     |
| Enmascarados, estudiantes, chicas, oficiales |               |                                                                     |

## Sinopsis
Tiempo: primavera de 1723
Lugar: Copenhague

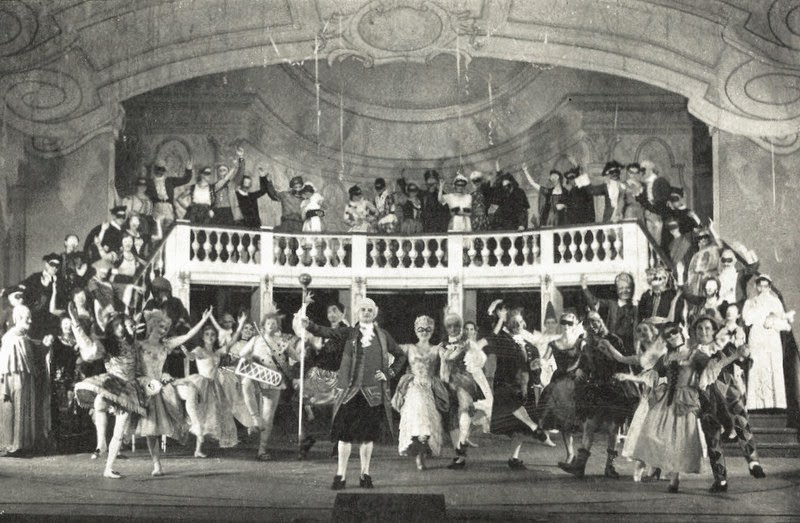
La Ópera danesa Jyske interpretando Mascarada en 1955.

La historia gira en torno a Leander y Leonora, dos jóvenes que se encuentran fortuitamente en un baile de máscaras, quienes se juran amor eterno e intercambian anillos. Al día siguiente, Leander le cuenta a su ayuda de cámara Henrik que ha encontrado este amor. Se queda consternado cuando Henrik le recuerda que lo han prometido en matrimonio con la hija de un vecino. Las cosas se complican cuando Leonard, el vecino cuya hija es la otra parte de este compromiso, llega quejándose al padre de Leander que su hija está enamorada de alguien a quien conoció en una mascarada la noche anterior. En el tercer acto, todo se resuelve cuando las diversas partes se escabullen para la mascarada nocturna, donde todo queda revelado para satisfacción de todos.

## Significado cultural
Maskarade se ha convertido en cierta forma en la ópera nacional danesa. La mascarada del título es un lugar donde los personajes pueden dejar atrás las vidas opresoras que llevan en una sociedad rígida; representa la libertad y la Ilustración, y más aún, quizás, un sentimiento de joie de vivre en un país donde el tiempo (y el deber) es a menudo frío y sombrío. El patriarca Jeronimus, el padre de Leander, clama contra la mascarada y todo lo que representa; pero el hilo de la trama explora cómo toda su autoridad y su antipatía hacia la mascarada no puede impedir el progreso de su hijo (por no mencionar el suyo propio) hacia la libertad y la felicidad. La escena final de la ópera está coloreada por el reconocimiento agridulce de la mortalidad humana, y la urgente importancia de encontrar la felicidad que la ilumina.